# كريستيان هينركسن
كريستيان هينركسن (بالنرويجية البوكمول: Kristian Henriksen)‏ هو لاعب كرة قدم ومدرب كرة قدم نرويجي، ولد في 3 مارس 1911 في شي في النرويج، وتوفي في 8 فبراير 2004. شارك مع منتخب النرويج لكرة القدم. أما مع النوادي، فقد لعب مع نادي لين.

## وصلات خارجية
- كريستيان هينركسن على موقع الاتحاد الدولي (مؤرشف)  (الإنجليزية)
- كريستيان هينركسن على موقع اتحاد النرويج (النرويجية)
- كريستيان هينركسن على موقع قاعدة بيانات كرة القدم.إي يو (الإنجليزية)
- كريستيان هينركسن على موقع ناشيونال فوتبول تيمز (الإنجليزية)
- كريستيان هينركسن على موقع Soccerway.com (الإنجليزية)
- كريستيان هينركسن على موقع عالم كرة القدم.نت (الإنجليزية)
- كريستيان هينركسن على موقع أوليمبيديا (الإنجليزية)